# Karlheinz Bux

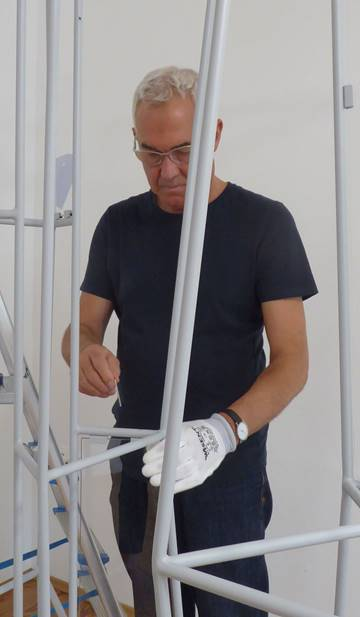
Karlheinz Bux, 2018

Karlheinz Bux (* 20. August 1952 in Ulm) ist ein deutscher Zeichner und Bildhauer.

## Leben und Werk
Der künstlerische Werdegang von Karlheinz Bux begann 1972 bis 1977 an der Staatlichen Akademie der Bildenden Künste in Karlsruhe, wo er unter anderem ein Schüler von Herbert Kitzel war. Verschiedene Stipendien führten ihn nach Paris (1986/87 sowie 1992) und Basel (2004/05). Kunst- und Bau-Projekte realisierte er u. a. 1995 in Radolfzell (Wandrelief, Stahl, 780/110/5 cm) und 2005 in Karlsruhe (Lineamento Verticale, Stahlplastik, Höhe 18 m). 1991 verwirklichte er mit der Künstlerin Michaela Kölmel auf Einladung des ZKM Karlsruhe im Rahmen der MultiMediale 2 eine Rauminstallation zum Thema Licht. 1994/95 unterrichtete Karlheinz Bux als Lehrbeauftragter an der Hochschule Pforzheim Zeichnung, in den Jahren 2007/08 als Gastprofessor an der Hochschule in Mainz Grundlagen der Gestaltung. Er erhielt mehrere Preise und Auszeichnungen, so 2007 den Kunstpreis der Stadt Bühl für Zeichnung und 2015 den Kunstpreis der Stadt Schramberg. Im Jahre 2010 wurde er mit dem Forumkunst Preis des Regierungspräsidiums Karlsruhe ausgezeichnet.
Arbeiten des Künstlers befinden sich in  Museums- und Privatsammlungen, u. a. im Besitz der Kunsthalle Karlsruhe sowie der Sammlung Würth.
Das zentrale bildnerische Mittel im künstlerischen Werk von Karlheinz Bux ist die Linie. In den zum Teil monumentalen plastischen Arbeiten betonen pulsierende Linienverläufe vorwiegend die Vertikale. Klarheit, Komplexität und Zeichenhaftigkeit bestimmen die in Stahl, Bronze und Holz ausgeführten Stelen und Wandreliefs.
Die zeichnerischen Arbeiten werden vorzugsweise auf transparenten Materialien wie Glas und Folie ausgeführt. Grundlage der Folien- und Glasarbeiten sind Fotovorlagen, die durch Überlagerung und lineare Bearbeitung verwandelt werden. Es entsteht eine vielschichtige Bildrealität, die zahlreiche Deutungsmöglichkeiten erlaubt.

## Arbeit (Auswahl)

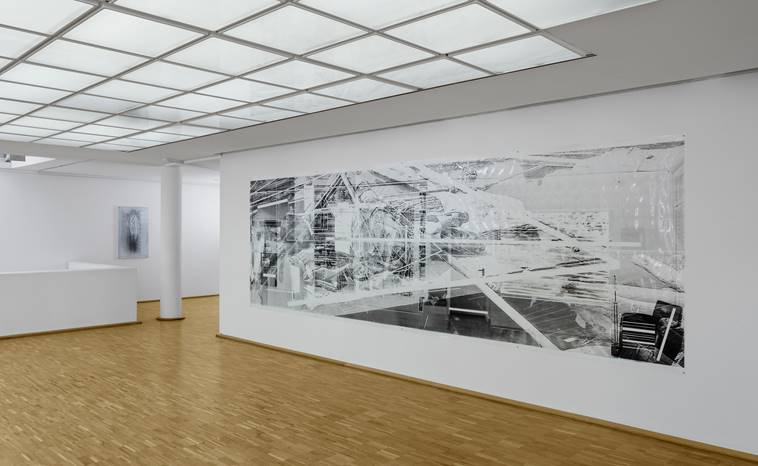
Städtische Galerie Tuttlingen 2018
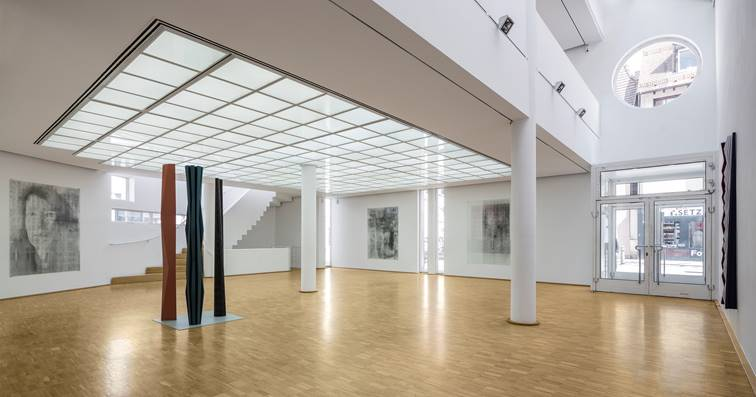
Städtische Galerie Tuttlingen 2018
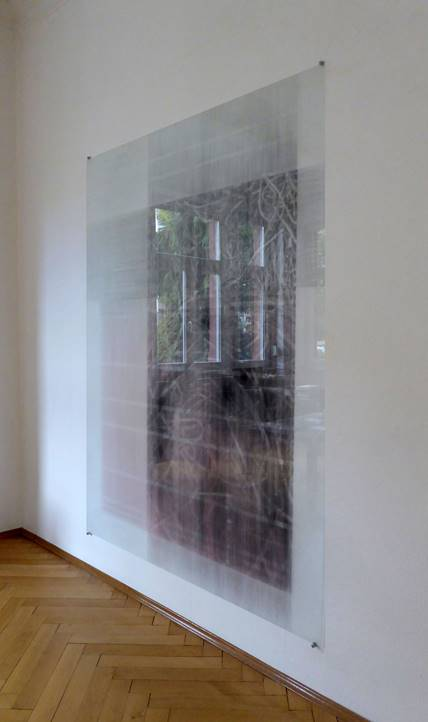
Galerie Rottloff Karlsruhe, 2018
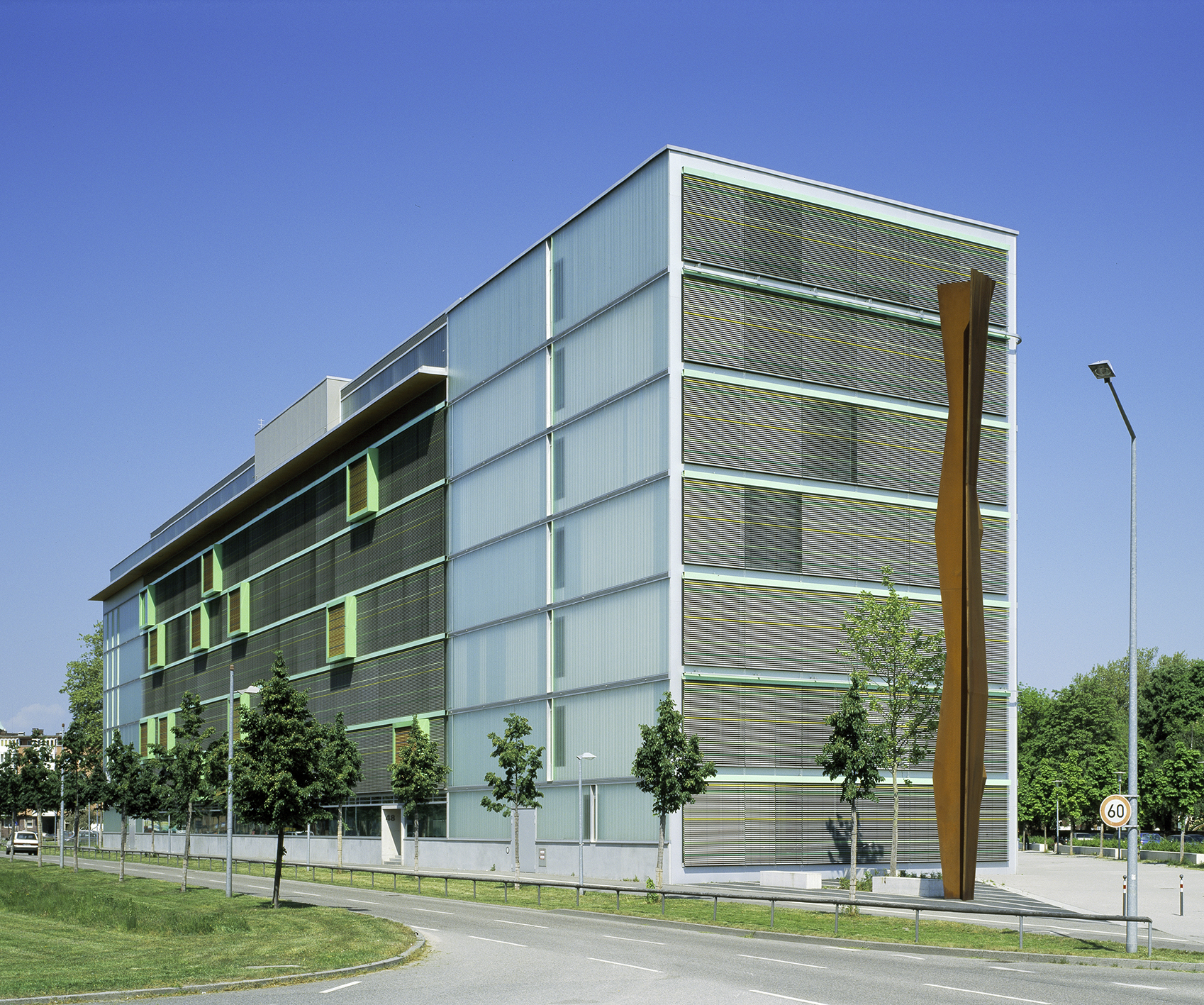
Lineamento Verticale, Karlsruhe, 2005
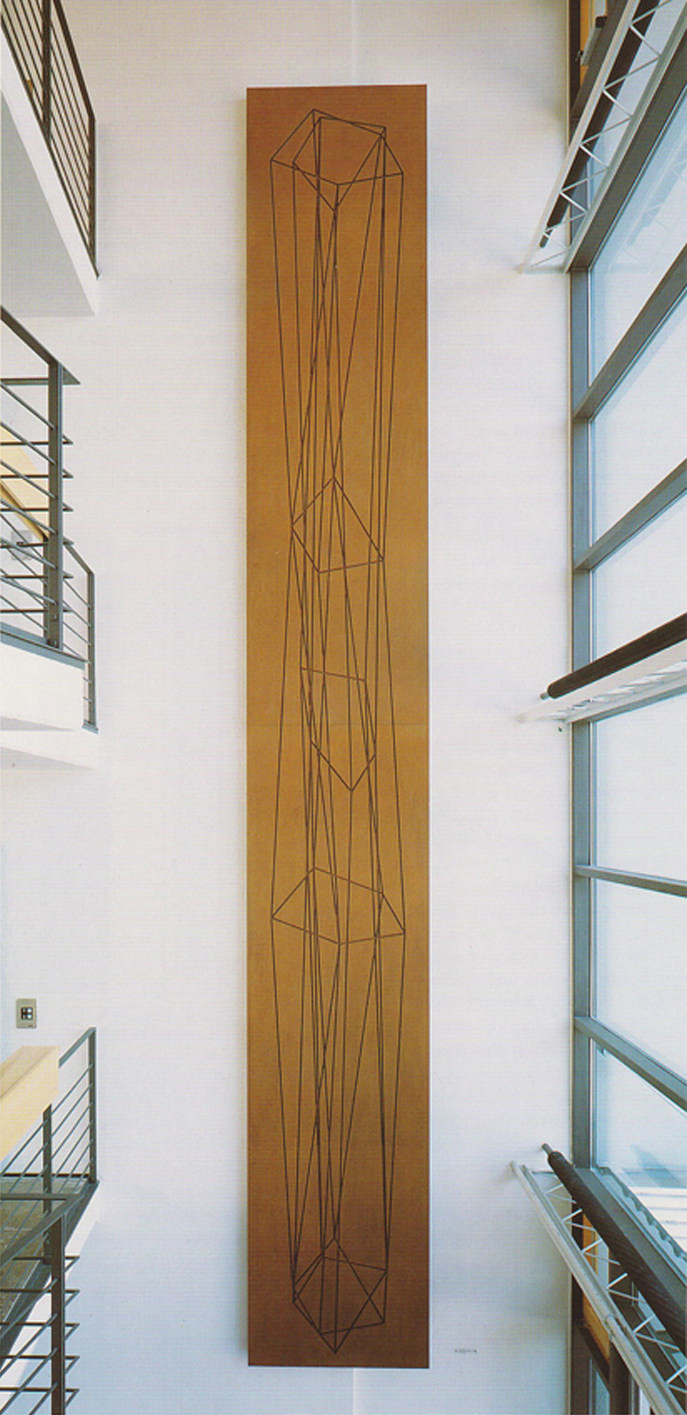
Stahlrelief Radolfzell, 1995

## Einzelausstellungen (Auswahl)
- 2018 -  Linie, Galerie Rottloff Karlsruhe[2]
- 2018 -  FUX, Luis Leu Karlsruhe (mit Sabine Funke)[3]
- 2018 -  über Linie…, Städtische Galerie Tuttlingen[4]
- 2017 - Museum für aktuelle Kunst - Sammlung Hurrle Durbach (mit Rainer Nepita)[5]
- 2016 - Tiefe Gründe, Galerie Rottloff Karlsruhe[6]
- 2014 - Schläfer, Galerie Rottloff Karlsruhe[7]
- 2010 - Der Radar des Zeichners, Kunstverein Rastatt
- 2005 - Ississippi, Fondation Bartels Basel
- 1992 - Gesellschaft der Freunde junger Kunst, Baden-Baden
- 1985 - studio f, Ulm[8]
- 1984 - Institut Unzeit, Berlin
- 1978 - Ulmer Museum (Studio), Ulm
- 1977 - Werkstatt Galerie, Vienna

## Gruppenausstellungen (Auswahl)
- 2019 - die erde und ihre schraffur im prioritätenstreit, Kunstverein Pforzheim[9]
- 2018 - Vertikal, Gesellschaft für Kunst und Gestaltung Bonn[10]
- 2011 - Waldeslust, Kunsthalle Würth Schwäbisch Hall[11]
- 2008 - Modelle – Materialisierung von Konzepten, Deutscher Künstlerbund Berlin[12]
- 2004 - Kunst seit 1960, Staatliche Kunsthalle Karlsruhe
- 2001 - Retour de Paris, Schloss Solitude Stuttgart
- 1996 - Zeichnen, Germanisches Nationalmuseum Nürnberg
- 1993 - Kunst der Neunziger Jahre, Badischer Kunstverein Karlsruhe[13]
- 1991 - MultiMediale 2, ZKM Karlsruhe[1]
- 1987 - Divergences-Convergences, Goethe Institute Paris und Lyon